# ジョアン・コリー

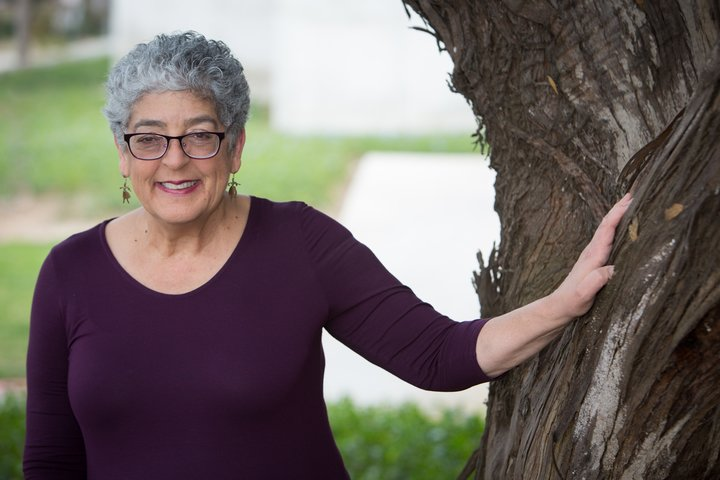
ジョアン・コリー(2017年)

ジョアン・コリー（Joanne Chory, 1955年3月19日 - 2024年11月12日）は、アメリカ合衆国の植物学者、遺伝学者。主な業績は植物の成長制御の発見。

## 来歴
マサチューセッツ州マスーアン出身。オーバリン大学卒業後、1984年にイリノイ大学アーバナ・シャンペーン校から生化学のPh.D.を取得した。その後はハーバード大学メディカルスクールで博士研究員として働いた。1988年にソーク研究所助教授となり、1998年には教授に就任した。1992年からはカリフォルニア大学サンディエゴ校非常勤教授も兼任し、1997年からはハワード・ヒューズ医学研究所にも所属した。
2024年11月12日、パーキンソン病の合併症により死去。69歳没。

## 研究
コリーは、特に生物の表現型の操作に関心を示した。光信号は植物の多くの発育過程の誘導と調節に必須であり、彼女は、シロイヌナズナの光に依存した苗の発育を変える変異体を分離することで、この複雑なプロセスを解明する研究に参加した。
彼女の研究は、フィトクローム光受容体および核局在抑制因子に欠陥がある変異体を特定し、ステロイドホルモンが光依存の苗の発育を制御することも解明した。また、これらのステロイドの生合成経路を操作し、植物の成長と発達を変えることや、トランスメンブレン受容体キナーゼという推定されるステロイド受容体の特定に貢献した。
彼女の研究グループは、葉緑体から核へのレトログレードシグナル伝達 や植物の影回避応答 に対する理解にも貢献した。

## 主な受賞歴
- 2000年 ロレアル-ユネスコ女性科学賞
- 2012年 アメリカ遺伝学会メダル
- 2018年 生命科学ブレイクスルー賞、グルーバー賞遺伝学部門
- 2019年 アストゥリアス皇太子賞学術・技術研究部門
- 2020年 パール・マイスター・グリーンガード賞
- 2024年 ベンジャミン・フランクリン・メダル
- 2024年 ウルフ賞農業部門[11]
- 2025年 トーマス・ハント・モーガン・メダル(遺贈)

## 参照
- Joanne Chory
- Chory Lab
- Joanne Chory
- Joanne Chory, PhD